# Лаваль, Тобиас
Тобиас Акики Лаваль (нем. Tobias Okiki Lawal; род. 7 июня 2000, Линц) — австрийский футболист, вратарь клуба «Генк».

## Клубная карьера
Лаваль — воспитанник клубов «Донау Линц», АКА Линц и ЛАСК. В 2018 году Тобиас начал выступать за дублирующий состав последних. 4 октября 2020 года в матче против венского «Рапида» он дебютировал в австрийской Бундеслиге. 